# Newington (Connecticut)
Newington ist eine Stadt im Hartford County im US-amerikanischen Bundesstaat Connecticut. Das U.S. Census Bureau hat bei der Volkszählung 2020 eine Einwohnerzahl von 30.536 ermittelt. Das Stadtgebiet hat eine Größe von 34,2 km². Newington war bis 1871 Teil der Stadt Wethersfield.
Newington ist Sitz der International Amateur Radio Union (IARU), der internationalen Vereinigung von nationalen Amateurfunkverbänden, sowie des größten nationalen Amateurfunkverbands der USA, der American Radio Relay League (ARRL).

## Schulen
- Anna Reynolds Elementary School
- Elizabeth Green Elementary School
- John Paterson Elementary School
- Ruth L. Chaffee Elementary School
- John Wallace Middle School
- Martin Kellogg Middle School
- Newington High School